# ジェネシス・G70
G70は、韓国の自動車メーカー、現代自動車がジェネシスブランドで展開する高級車（韓国車基準でいう中型車）である。

## 概要
2016年のニューヨークモーターショーで発表された「ジェネシス・ニューヨーク・コンセプト」を源流とし、EQ900（のちにG90に改名）、G80に続くジェネシスブランド第3弾として発表すべく開発されたのがG70である。
ジェネシスブランド設立後初の完全新規開発車種であり、キア・スティンガーとはプラットフォームを含め、メカニズムの大半を共用する兄弟車である。また、2020年12月に登場したGV70はG70のメカニズムをベースとしている。
世界的なライバルはメルセデス・ベンツ Cクラス、BMW・3シリーズ、ジャガー・XE、インフィニティ・Q50（日本名：日産・スカイライン）、レクサス・IS、アルファロメオ・ジュリアなどである。
尚、欧州市場向けを中心に、2021年下半期よりセダンのほかに「シューティングブレーク」と呼ばれるステーションワゴンも用意される。

## 第1世代（IK）

### G70（2017年9月-　）

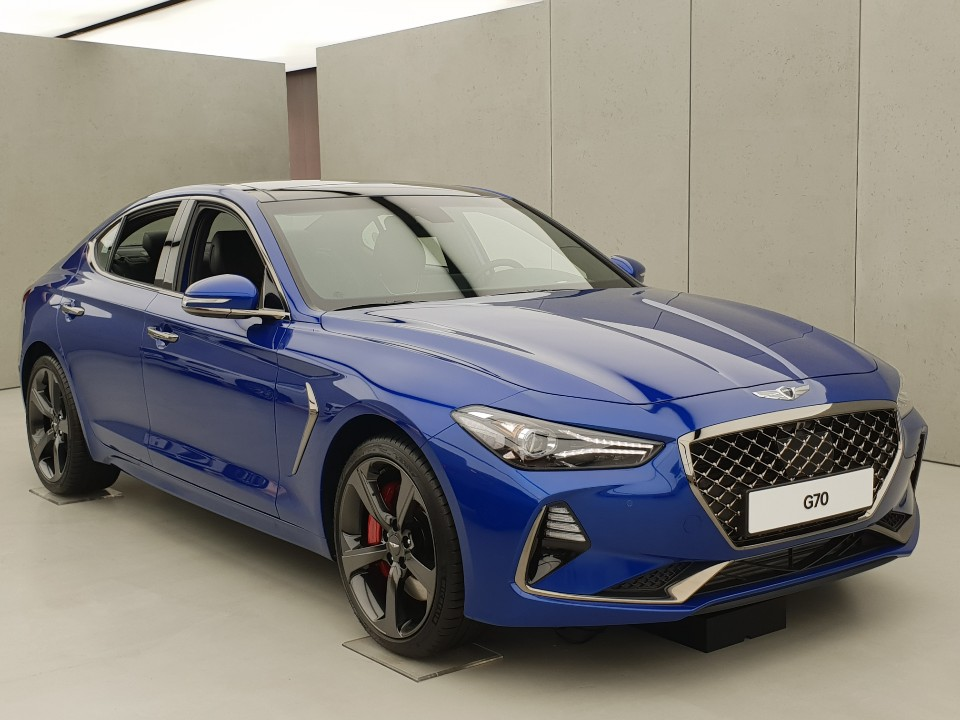
フロント

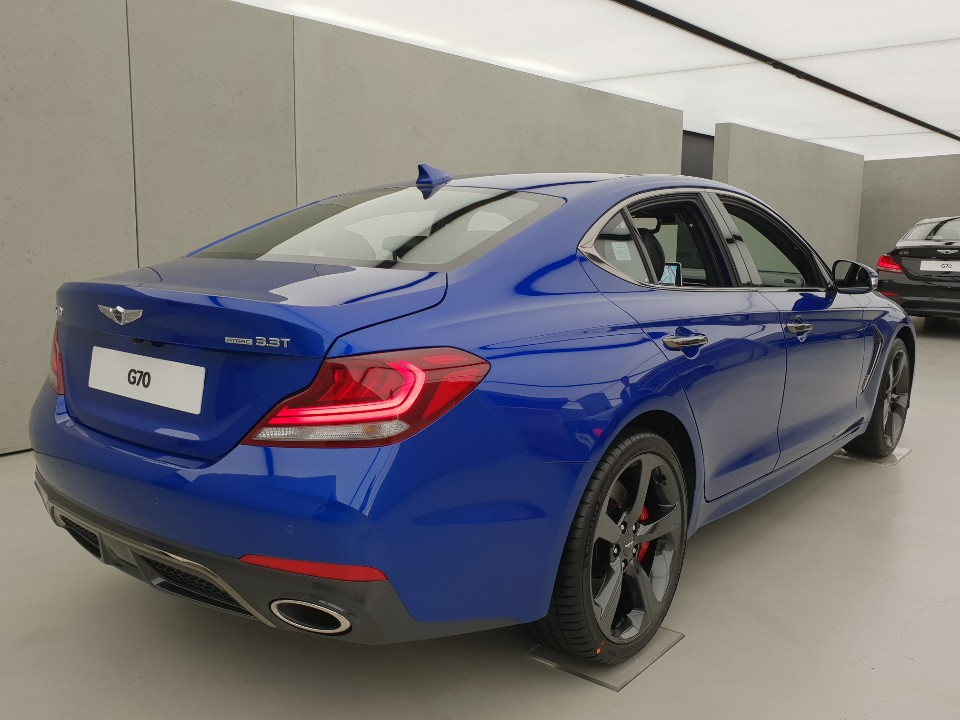
リヤ

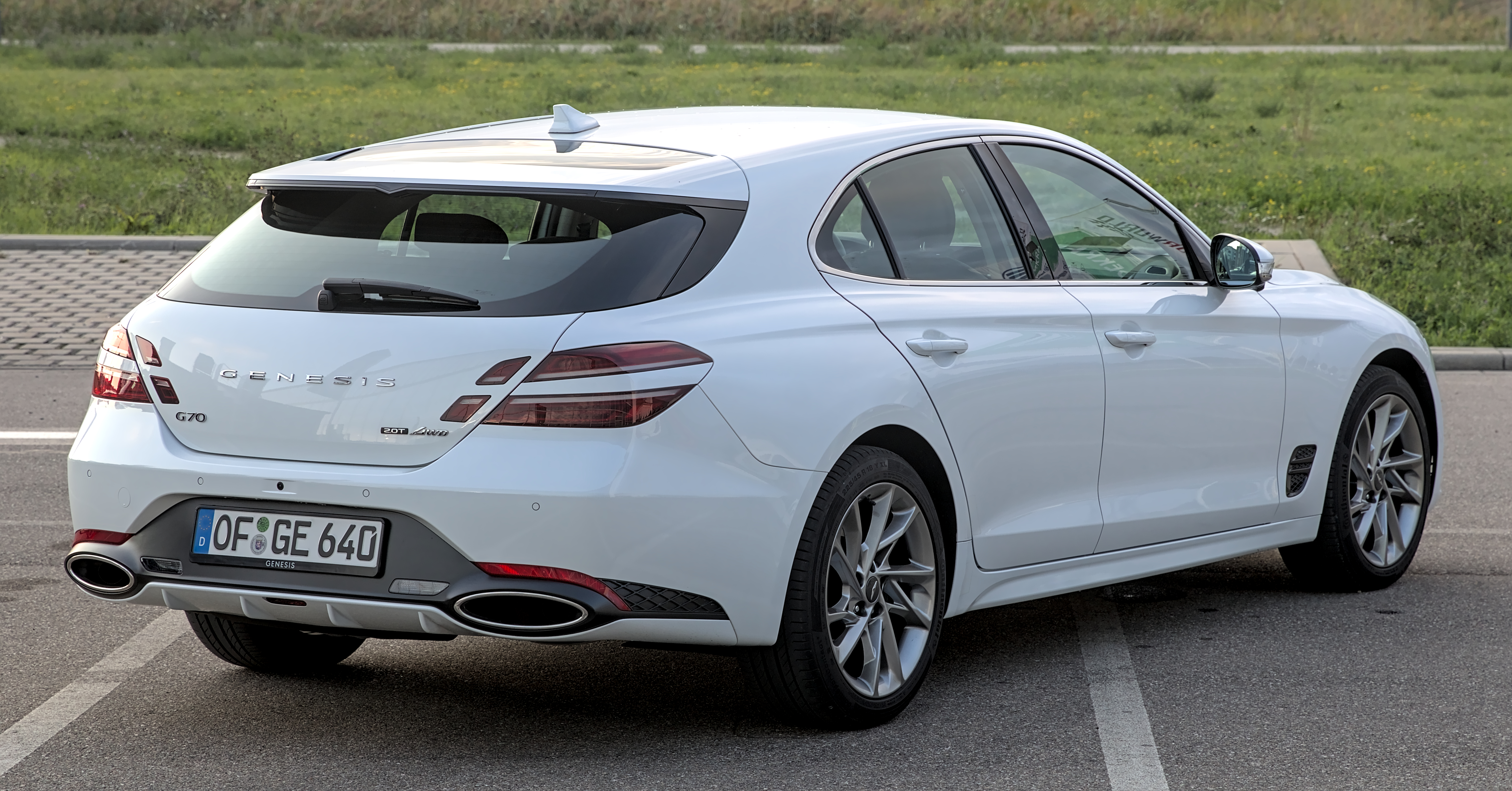
シューティングブレーク

2017年9月15日、韓国にて正式発表（発売開始は同月20日）。ヒュンダイの既存車種をベースとしない全くのブランニューモデルであり、同時に、ジェネシスラインナップのボトムを受け持つモデルでもある。
エクステリアデザインは、メッシュタイプのフロントグリルや、短いフロントオーバーハングとロングノーズ、末端部が跳ね上げられたトランクリッドなどでスポーツセダンらしさを表現している。空力抵抗を最小限に抑えるデザインや車体下部のアンダーカバーにより、Cd値は0.28を達成した。ボディーの塗装には、均一なアルミニウム粒子と高彩度な着色層を別々に塗装するという新たな手法が導入され、彩度と輝度が高められている。インテリアでは、加飾部に本物の金属素材を多数採用することで高級感を高めている。標準装備のダッシュボード中央部の7インチTFT液晶ディスプレイには、油温計・トルク計、ブースト計に加え、サーキット走行向けにベストラップと最近更新した3つのラップタイムを示すラップタイマーや、重力加速度（G）を表示するG-forceメーターも表示することが可能である。
メカニズムの大半をスティンガーと共用するため、エンジンラインナップもスティンガーと同じく3種。V6・直噴の3.3L・GDIツインターボを筆頭に、ソナタに採用済の直4の2.0L・GDIターボ、サンタフェ等に採用済の直4の2.2L・e-VGT（CRDi）ターボディーゼルが用意される。3.3Lツインターボモデルには「SPORT」のグレード名が与えられ、G80スポーツに似たプレミアムスポーツ的味付けがされる。なお、ディーゼルエンジンはジェネシスブランドにおいて初採用となる。エンジン音を調整するアクティブサウンドデザイン（ASD）が標準装備されている。また、運転者の嗜好や走行環境に合わせて、走行モードをコンフォート、エコ、スポーツ、スマート、カスタムの5つからセンターコンソールにあるノブで選択することができる。
トランスミッションはエンジン・駆動方式の種別に関わらず、全て8速ATとなり、他のジェネシスモデル同様、FRに加えて「HTRAC（エイチ・トラック）」と呼ばれるAWDも設定される。HTRACでは、各車輪の制動力やトルク配分を制御して、コーナリングや急ブレーキ・急発進時に車両をコントロールする。また、路面状況などに応じてステアリングのギア比を調整する可変ギヤ比ステアリングや、機械式LSD、ショックアブソーバの減衰力を可変制御して走行性能と快適性を維持する電子制御スポーツサスペンションを搭載している。タイヤは17・18インチがブリヂストン・ポテンザRE97AS-02、19インチが
ミシュラン・パイロットスポーツ4。
ボディーパネルへの超高張力鋼板の採用や構造用接着剤の使用などでボディーの強度を向上させている。また、ボンネットやフロントバンパービームにアルミニウムを使用することで軽量化を果たしている。
安全性については抜かりなく、9つのエアバッグに加え、高速道路走行支援システム、衝突回避支援システム、スマート姿勢コントロール、不注意運転警報システムを統括した「Genesis Smart Sense（ジェネシス・スマート・センス）」も搭載される。
2018年10月17日には、電動パワートランクと12.3インチの3Dクラスターなどが新たに搭載された2019年型が発表され、同年12月には、米国のモータートレンド（英語: Motor Trend）から2019年の「今年の車」に選定された。
2019年1月、デトロイトモーターショーにおいて、北米カー・オブ・ザ・イヤー2019を受賞。コナも「SUVカー・オブ・ザ・イヤー」を受賞したため、ヒュンダイグループにとっては2冠となる。
2020年10月20日、「THE NEW G70」として大幅改良モデルを発表。フロントマスクはG80やGV80/GV70などと共通の「クレストグリル」に変更され、ヘッドライトやリヤコンビレンズも同様に上下2分割式に変更された。同時に、リヤのナンバープレートはバンパーへ移動し、以前ナンバープレートがあった場所には「GENESIS」のエンブレムが装着されている。
2021年8月13日、TVゲーム・グランツーリスモ向けに「ジェネシスG70-GR4GT」を発表。グローバルジェネシスデザイン責任者のイ・サンユプ（SangYup Lee）は、「ブランドのモータースポーツ参入のために模索する中で、この車を紹介できることをうれしく思う」とコメントしており、ジェネシスブランドではG70-GR4GTから本格的なモータースポーツへの参入を目指している。

#### ラインナップ
| 区分 | 2.2ℓディーゼル                       | 2.0ℓシータII T-GDI                                      | 3.3ℓV6ラムダII T-GDI                                                              |
| ---- | ------------------------------------ | ------------------------------------------------------- | --------------------------------------------------------------------------------- |
| G70  | アドバンスト シュープリーム エリート | アドバンスト シュープリーム エリート スポーツパッケージ | スポーツアドバンスト スポーツシュープリーム スポーツエリート スポーツプレステージ |

#### 仕様
| 区分                       | L4 2.0ℓシータIIT-GDi                                                                                     | L4 2.0ℓシータIIT-GDi                                                                                    | L4 2.2ℓR e-VGT                                                                                             | L4 2.2ℓR e-VGT                                                                                             | V6 3.3ℓラムダII T-GDi                              | V6 3.3ℓラムダII T-GDi                              |
| -------------------------- | --- | --- | --- | --- | -------------------------------------------------- | -------------------------------------------------- |
| 全長 （mm）                | 4,685 | 4,685                                                                                                   | 4,685 | 4,685 | 4,685                                              | 4,685                                              |
| 全幅 （mm）                | 1,850 | 1,850                                                                                                   | 1,850 | 1,850 | 1,850                                              | 1,850                                              |
| 全高 （mm）                | 1,400 | 1,400                                                                                                   | 1,400 | 1,400 | 1,400                                              | 1,400                                              |
| ホイールベース （mm）      | 2,835 | 2,835                                                                                                   | 2,835 | 2,835 | 2,835                                              | 2,835                                              |
| トレッド （前/後、mm）     | 1,596/1,632（18インチ） 1,596/1,604（19インチ）                                                          | 1,596/1,632（18インチ） 1,596/1,604（19インチ）                                                         | 1,592/1,628（17インチ） 1,596/1,632（18インチ）                                                            | 1,592/1,628（17インチ） 1,596/1,632（18インチ）                                                            | 1,596/1,604（19インチ）                            | 1,596/1,604（19インチ）                            |
| 乗車定員                   | 5人 | 5人 | 5人 | 5人 | 5人                                                | 5人                                                |
| 変速機                     | 8速AT | 8速AT                                                                                                   | 8速AT | 8速AT | 8速AT                                              | 8速AT                                              |
| サスペンション （前/後）   | マルチリンク/マルチリンク                                                                                | マルチリンク/マルチリンク                                                                               | マルチリンク/マルチリンク                                                                                  | マルチリンク/マルチリンク                                                                                  | マルチリンク/マルチリンク                          | マルチリンク/マルチリンク                          |
| 駆動形式                   | FR AWD                                                                                                   | FR AWD                                                                                                  | FR AWD | FR AWD | FR AWD                                             | FR AWD                                             |
| エンジン形式               | G4KL | G4KL | D4HC | D4HC | G6DP                                               | G6DP                                               |
| 燃料                       | ガソリン                                                                                                 | ガソリン                                                                                                | ディーゼル                                                                                                 | ディーゼル                                                                                                 | ガソリン                                           | ガソリン                                           |
| 排気量 （cc）              | 1,998 | 1,998                                                                                                   | 2,199 | 2,199 | 3,342                                              | 3,342                                              |
| 最高出力 （ps / rpm）      | 252 / 6,200 255 / 6,200（スポーツパッケージ）                                                            | 252 / 6,200 255 / 6,200（スポーツパッケージ）                                                           | 202 / 3,800                                                                                                | 202 / 3,800                                                                                                | 370 / 6,000                                        | 370 / 6,000                                        |
| 最大トルク （kg・m / rpm） | 36.0 / 1,400 - 4,000                                                                                     | 36.0 / 1,400 - 4,000                                                                                    | 45.0 / 1,750 - 2,750                                                                                       | 45.0 / 1,750 - 2,750                                                                                       | 52.0 / 1,300 - 4,500                               | 52.0 / 1,300 - 4,500                               |
| 燃料タンク容量 （ℓ）       | 60 | 60 | 60 | 60 | 60                                                 | 60                                                 |
| 車両重量 （kg）            | 1,595（18インチホイール）/ 1,630（19インチホイール）                                                     | 1,665（18インチホイール）/ 1,695（19インチホイール）                                                    | 1,690（17インチホイール）/ 1,710（18インチホイール）                                                       | 1,765（17インチホイール）/ 1,785（18インチホイール）                                                       | 1,705（19インチホイール）                          | 1,775（19インチホイール）                          |
| 燃費 （km /ℓ）             | 都心9.4 /高速12.8 /複合10.7（2WD 18インチホイール）/ 都心9.2 /高速12.4 /複合10.4（2WD 19インチホイール） | 都心8.8 /高速12.0 /複合10.0（AWD 18インチホイール）/ 都心8.4 /高速11.3 /複合9.5（AWD 19インチホイール） | 都心13.5 /高速17.9 /複合15.2（2WD 18インチホイール）/ 都心13.1 /高速16.7 /複合14.5（2WD 19インチホイール） | 都心12.2 /高速15.7 /複合13.6（AWD 18インチホイール）/ 都心12.2 /高速15.6 /複合13.5（AWD 19インチホイール） | 都心7.9 /高速10.6 /複合9.0（2WD 19インチホイール） | 都心7.4 /高速10.5 /複合8.6（AWD 19インチホイール） |
| CO2排出量 （g / km）       | 156（18インチホイール）/ 161（19インチホイール）                                                         | 168（18インチホイール）/ 177（19インチホイール）                                                        | 124（17インチホイール）/ 130（18インチホイール）                                                           | 140（17インチホイール）/ 141（18インチホイール）                                                           | 188（19インチホイール）                            | 197（19インチホイール）                            |